# Bătălia de la Artaxata

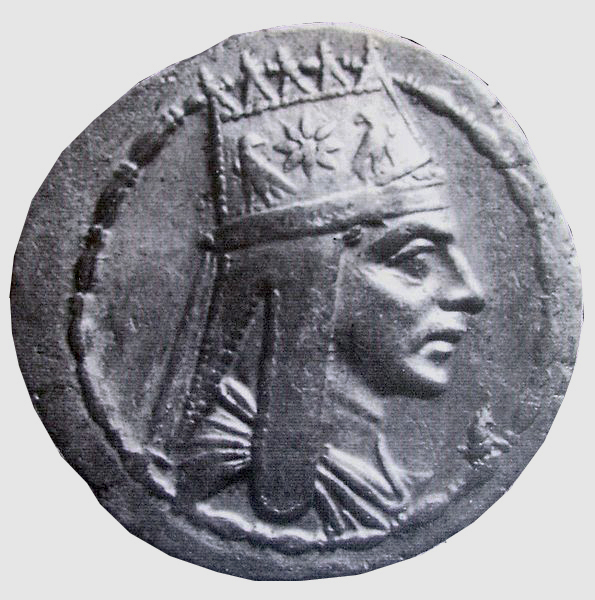
Regele Tigranes al II-lea al Armeniei

Bătălia de la Artaxata (azi Artashat) a avut loc în 68 î.Hr. între Republica Romană și Regatul Armeniei. Romanii au fost conduși de Consulul Lucius Licinius Lucullus, în timp ce armenii erau conduși de regele Tigranes al II-lea, care îi oferea protecție regelui Mitridate al VI-lea din Pontus. 
Deși romanii au fost din nou victorioși, anii lungi pe care armata romană i-a petrecut în această campanie, faptul că Mitridate le-a scăpat încă odată și lipsa prăzii a dus la stârnirea unei revolte în rândul legionarilor. Ei au refuzat să mărșuiască mai departe, dar au fost de acord să-și apere pozițiile-cheie pentru atac. Lucullus a fost apoi înlocuit de către Senatul Roman în calitate de comandant al armatei cu Pompei cel Mare.